# مشهدی (شوشتر)
مشهدی (شوشتر)، روستایی از توابع بخش مرکزی شهرستان شوشتر در استان خوزستان ایران است.

## جمعیت
این روستا در دهستان شهید مدرس قرار دارد و براساس سرشماری مرکز آمار ایران در سال ۱۳۸۵، جمعیت آن ۶۱ نفر (۱۳خانوار) بوده‌است.